# Albatros B.III
Albatros B.III – niemiecki dwupłatowy samolot rozpoznawczy, a następnie szkolny z okresu I wojny światowej, zaprojektowany i zbudowany w wytwórni Albatros-Werke GmbH. Zbudowana w liczbie 164 egzemplarzy maszyna używana była w jednostkach bojowych Luftstreitkräfte i Kaiserliche Marine, a następnie została wycofana do szkół lotniczych.

## Historia

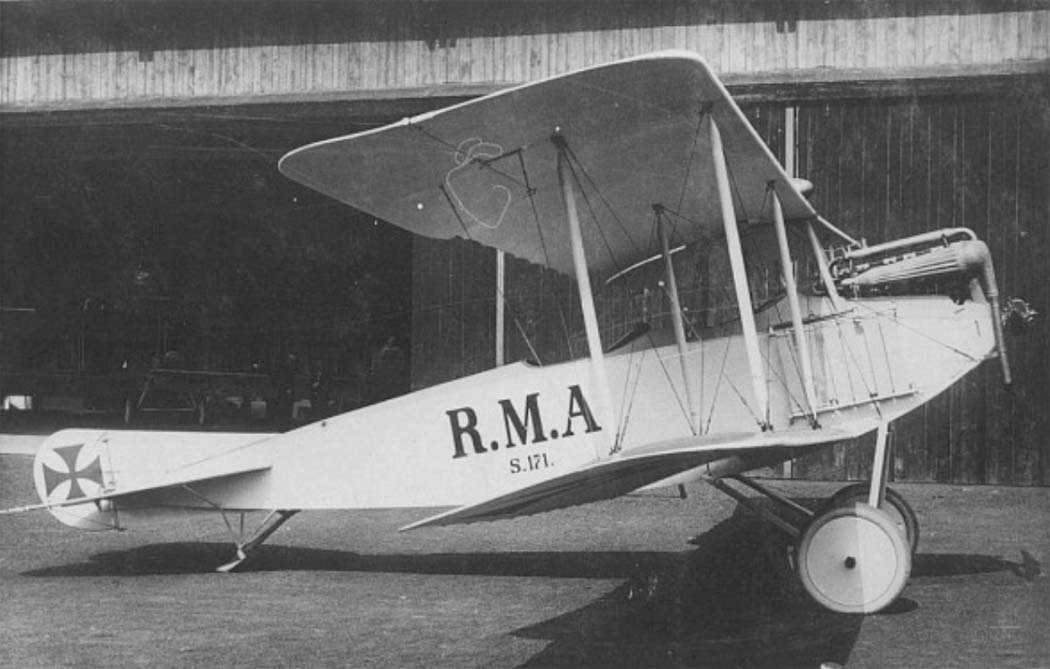
Albatros B.III nr S.171 lotnictwa morskiego Kaiserliche Marine

W 1915 roku w zakładach Albatros-Werke GmbH powstał projekt samolotu rozpoznawczego w układzie dwupłatu Albatros B.III, będący rozwinięciem poprzedniej konstrukcji tej wytwórni – Albatrosa B.II. B.III różnił się od poprzednika kadłubem o bardziej opływowym kształcie, kształtem i rozmiarami usterzenia oraz skrzydłami o mniejszej rozpiętości, a jego napęd stanowił silnik rzędowy Mercedes D.II o mocy 88 kW (120 KM). Nowa konstrukcja nie miała wyraźnej przewagi w osiągach nad B.II, w związku z tym została wyprodukowana w znacznie mniejszej liczbie niż poprzednik. Znane są następujące numery seryjne Albatrosów B.III (lista może być niekompletna i nie w pełni poprawna): B.893/15 – B.947/15; B.1138/15 – B.1192/15; B.1516/15 – B.1559/15 i B.200/16 — B.209/16, co razem daje 164 egzemplarze.
Konstrukcja kadłuba i ogona B.III została w późniejszym czasie zaadaptowana w uzbrojonym samolocie rozpoznawczym Albatros C.III, który był produkowany w dużych ilościach przez Albatrosa i innych producentów na licencji.

## Użycie
Gdy w 1915 roku maszyny Albatros B.III dotarły na front zachodni okazało się, że bardziej potrzebne są tam uzbrojone samoloty klasy C. W rezultacie w inwentarzu bojowym Luftstreitkräfte nie uwzględniono w żadnym momencie ani jednego egzemplarza B.III, a samoloty używane były do szkolenia. Albatrosy B.III służyły m.in. w Fliegerersatz Abteilung Nr. 1 i Feldflieger-Abteilung 14. Samoloty trafiły również do lotnictwa morskiego Kaiserliche Marine, gdzie używane były do zadań rozpoznawczych.

## Opis konstrukcji i dane techniczne
Albatros B.III był jednosilnikowym, dwumiejscowym dwupłatem rozpoznawczym. Długość samolotu wynosiła 7,8 metra, zaś jego wysokość 3,15 metra. Rozpiętość skrzydeł wynosiła 11 metrów. Masa własna wynosiła 723 kg, zaś masa całkowita (startowa) 1071 kg.
Napęd stanowił najczęściej chłodzony cieczą 6-cylindrowy silnik rzędowy Mercedes D.II o mocy 88 kW (120 KM), choć znane są przypadki użycia starszego silnika Mercedes D.I o mocy 74 kW (100 KM). Prędkość maksymalna samolotu wynosiła 105 km/h. Samolot osiągał pułap 3000 metrów, a długotrwałość lotu wynosiła 4 godziny.